# Президент Татарстану
Президент Республіки Татарстан (тат. Татарстан Республикасы Президенты — глава республіки (суб'єкта, держави) і вища посадова особа, яка очолює систему виконавчих органів державної влади суб'єкта Російської Федерації — Республіки Татарстан.
Його повноваження визначаються главою другою розділу IV Конституції Республіки Татарстан. Термін повноважень — п'ять років. Президент республіки зобов'язаний володіти державними мовами Республіки Татарстан (татарською і російською). Президентом не може бути особа віком до 30 років.

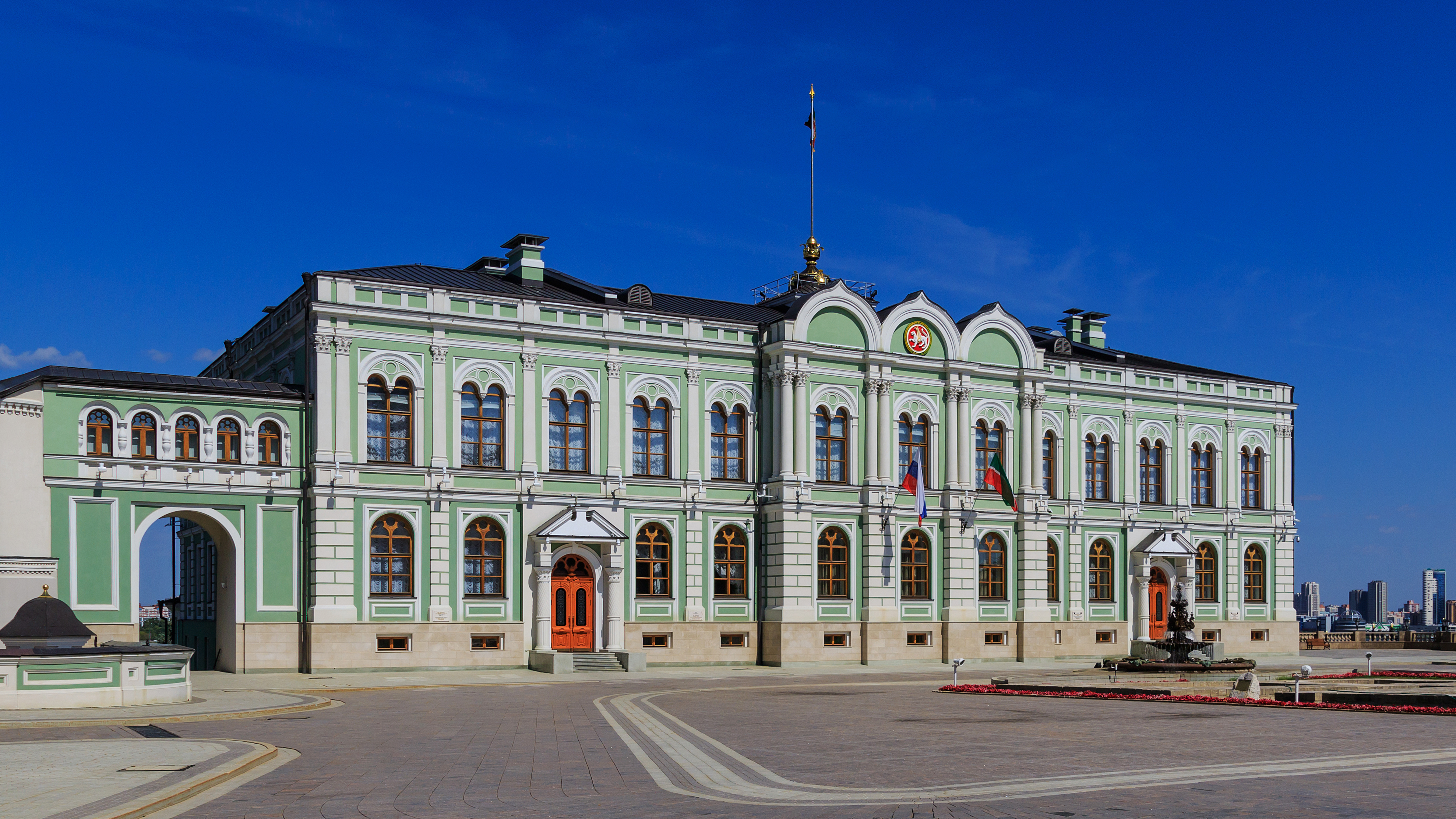
Президентський палац в Казанському Кремлі

Резиденцією Президента Татарстану є Президентський палац в Казанському Кремлі в столиці Республіки Татарстан місті Казані. Другою резиденцією Президента Татарстану є заміська літня резиденція в селі Борове Матюшино.
Символом президентської влади в Республіці Татарстан є встановлений в службовому кабінеті штандарт, він також піднімається над резиденціями Президента Республіки Татарстан, що представляє собою державний прапор Республіки Татарстан із зображеним в його центрі державним гербом Республіки Татарстан.
Очікується, що з 2020 року посаду президента республіки Татарстан буде перейменовано в главу республіки.

## Наділення повноваженнями
Наділення громадянина Російської Федерації повноваженнями Президента Республіки Татарстан здійснюється за результатами всенародних виборів в республіці. У 2005—2011 рр. наділення повноваженнями було передбачено Державною Радою Республіки Татарстан за поданням Президента Російської Федерації.

## Історія

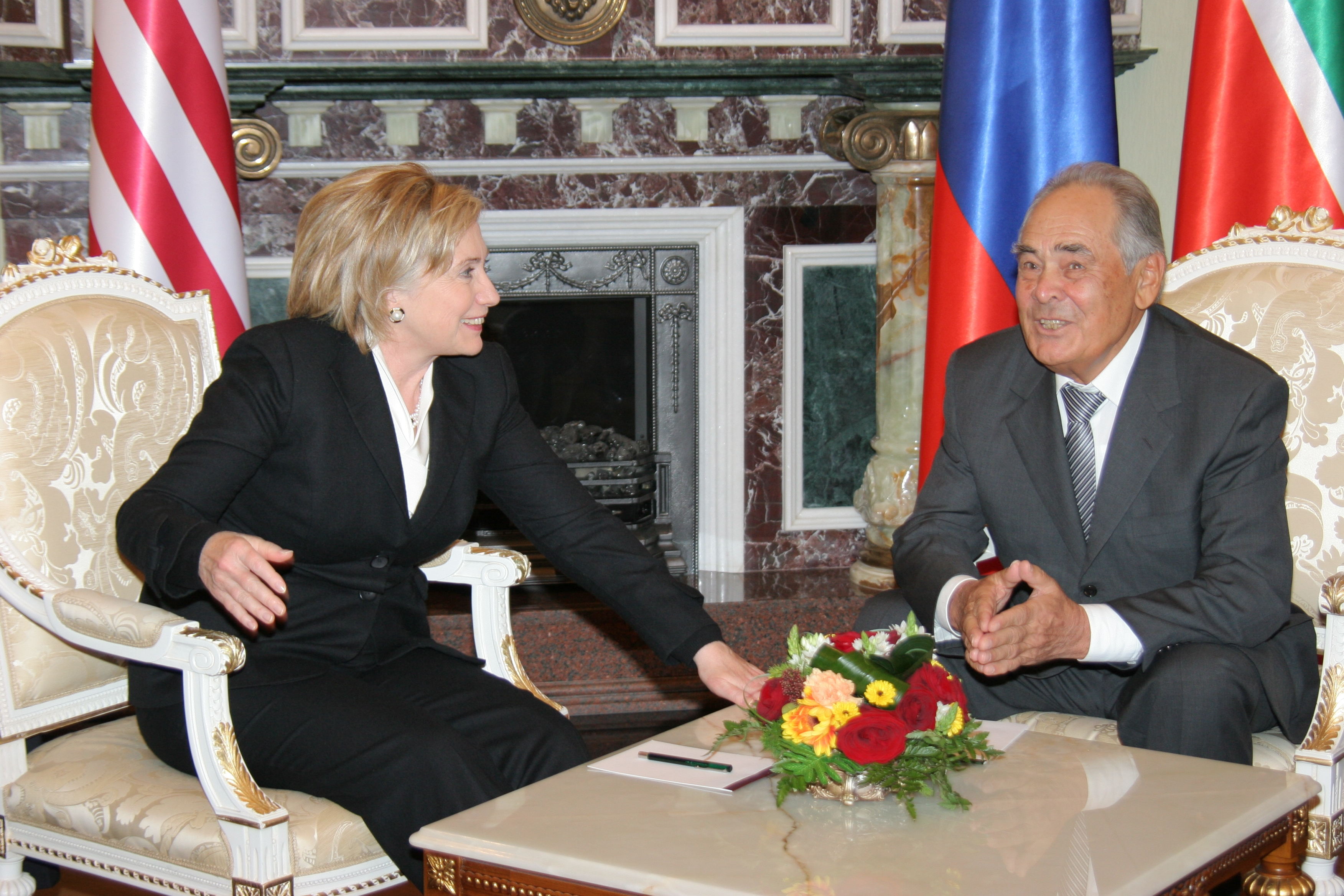
Президент Татарстану М. Ш. Шаймієв в залі прийомів своєї резиденції з держсекретарем США Хілларі Клінтон, 2009 рік

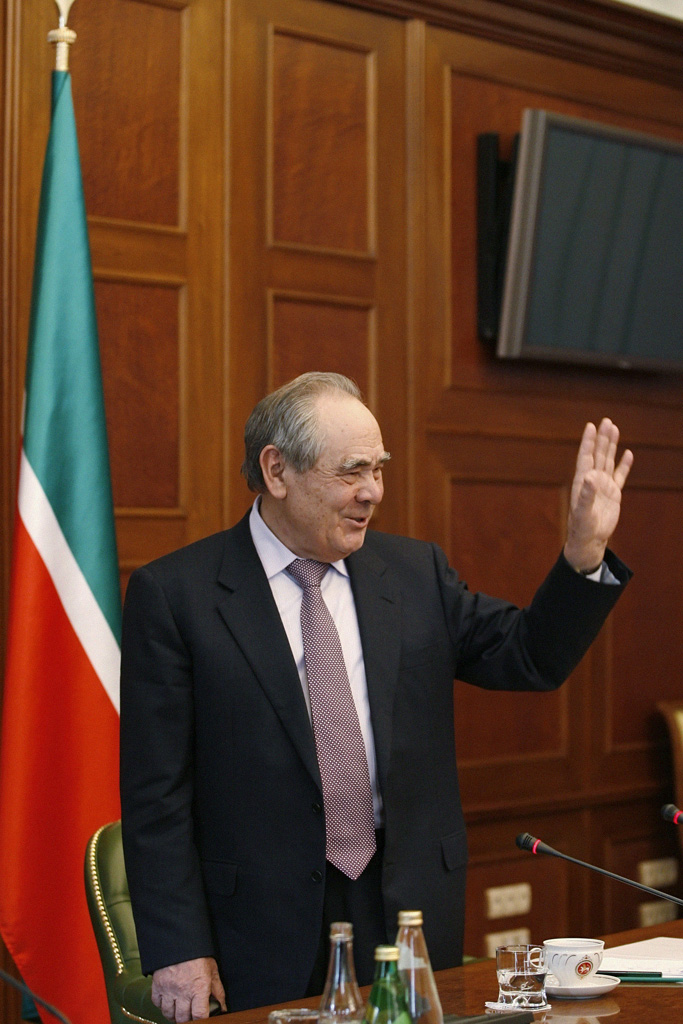
Президент Татарстану М. Ш. Шаймієв
в службовому кабінеті своєї резиденції, 2010 рік

Нова посада вищої посадової особи Татарстану була заснована на зміну посади Голови Президії Верховної Ради республіки (якою з 1990 року також був М. Ш. Шаймієв). 12 червня 1991 року Мінтімер Шаріпович Шаймієв був обраний першим Президентом Республіки Татарстан переважною більшістю голосів на всенародних виборах на безальтернативній основі (після зняття своїх кандидатур іншими претендентами). В подальшому М. Ш. Шаймієв переобирався також переважною більшістю голосів на безальтернативних і альтернативних всенародних виборах в 1996 і 2001 роках.
Згідно з новим порядком визначення голів суб'єктів Російської Федерації, 25 березня 2005 року М. Ш. Шаймієв був наділений на четвертий термін повноважень Президента Республіки Татарстан Державною Радою (парламентом) Республіки Татарстан за поданням Президента Російської Федерації В. В. Путіна. М. Ш. Шаймієв пробув на посаді Президента Республіки Татарстан 4 терміни і 6862 дні (на той час рекорд серед глав суб'єктів Росії).
У грудні 2009 року правлячою партією «Єдина Росія» Президенту Російської Федерації Д. А. Медведєву були представлені в якості кандидатів на посаду Президента Республіки Татарстан діючі президент, прем'єр-міністр і спікер парламенту республіки М. Ш. Шаймієв, Р. Н. Мінніханов і Ф. Х. Мухаметшин. 22 січня 2010 року М. Ш. Шаймієв попросив Президента Росії Дмитра Медведєва не розглядати його кандидатуру на новий термін президентства після 25 березня 2010 року. 25 березня 2010 року представлений Президентом Росії Рустам Нургалиєвич Мінніханов був одноголосно наділений повноваженнями Держрадою Татарстану і вступив на посаду як другий президент Республіки Татарстан, а М. Ш. Шаймієв був призначений на посаду державного радника Республіки Татарстан. У вересні 2015 року Р. Н. Мінніханов на виборах був переобраний президентом на другий термін.
Президенти Татарстану здійснювали і здійснюють офіційні візити в інші країни і багаторазово приймали і приймають в Казані іноземних глав держав і урядів ближнього і далекого зарубіжжя. Наприклад, Президент Татарстану М. Ш. Шаймієв мав зустрічі з Президентом США Біллом Клінтоном (в ході візиту в США в жовтні 1994 року в період після проголошення суверенітету Татарстану і в Москві в жовтні 1998 року) і з Головою КНР Ху Цзіньтао (в березні 2007 року в Казані).

## Найменування посади
У 2010 році в Російській Федерації почалося перейменування глав суб'єктів, що іменувалися президентами. Офіційний початок цього процесу поклав глава Чечні Рамзан Кадиров, першим оголосив про відмову називатися президентом і закликав інших наслідувати його приклад. Кадиров тоді заявив, що «в Росії тільки один державний діяч має право називатися президентом» і слід припинити «парад регіональних президентів». В кінці 2010 року президент Дмитро Медведєв підписав схвалені Держдумою і Радою Федерації закон, що забороняє головам суб'єктів РФ називатися президентами. При цьому в регіонах дозволили самим вибирати назву посади свого керівника відповідно до історичних традицій, обмеживши терміном до 1 січня 2015 року. До кінця 2013 року нова назва керівника республіки не була законодавчо закріплена лише в Башкортостані і Татарстані. Президент Татарстану Рустам Мінніханов тоді заявив, що посада буде перейменована в відведений законом термін. Лідер ЛДПР Володимир Жириновський в своєму інтерв'ю запропонував свої варіанти назви посади президента Татарстану — башкан або хан.
За словами першого Президента Татарстану Мінтімера Шаймієва проекти закону про заборону використання найменування «президент» вносилися неодноразово — перший раз проект був відхилений Держдумою через протиріччя Конституції РФ, вдруге відхилений Урядом РФ з тієї ж причини, і лише з третьої спроби закон вдалося продавити. Політичний діяч Сергій Шахрай, один з основних авторів Конституції, також переконаний, що прийнятий закон порушує конституційні норми:
|  | Никто из депутатов не вспомнил о российской Конституции, которая даёт регионам право самостоятельно решать, как называть своего руководителя. Как называть главу — это право республики. Ни Конституционный суд, никто другой это не опровергнет. |

До кінця 2014 року Татарстан залишався останнім суб'єктом РФ, в якому не вирішили питання про перейменування президента (з 1 січня 2015 року в Башкирії найменування посади «президент» замінено «главою Республіки Башкортостан»). У лютому 2015 року був прийнятий федеральний закон, що передбачає продовження термінів найменування глав республік президентами ще на рік — до 1 січня 2016 року.
18 вересня 2015 року на інавгурації переобраного президента Татарстану Рустама Мінніханова колишній президент Мінтімер Шаймієв виступив на захист найменування першої особи республіки: «Людям подобається як сам президент, так і назва вищої посадової особи нашої республіки — президент! Ця назва нас сильно об'єднує. Скажу чому — тому що це слово не підпадає перекладу ні на татарську, ні на російську мови. Ось де ще сила і авторитет!». Слідом за ним за збереження назви «президент» виступив голова комітету з культури Держради Татарстану Разіль Валієв і ряд інших вищих осіб. Представник Татарстану в Держдумі Ільдар Гільмутдінов повідомив, що в республіканському парламенті питання про перейменування посади протягом 2015 роки не піднімалося жодного разу.
Президент Росії Володимир Путін заявляв, що питання про іменування вищої посадової особи регіону — справа громадян самого регіону: оскільки Росія є державою з федеративним устроєм, то варіант іменування «президент» виключати не можна. Позицію Володимира Путіна підтримав керівник «Справедливої Росії» Сергій Миронов. 17 грудня 2015 року в ході прес-конференції Володимира Путіна йому було поставлено питання про перейменування посади, на що він відповів — «Ми з повагою поставимося до будь-якого вибору народу Татарстану. Тому ви самі там вирішуйте, гаразд?».
До кінця 2017 року керівництво республіки фактично зберегло за собою виключне право називати вищу посадову особу регіону Президентом незважаючи на закінчення 1 січня 2016 року строку продовження найменування глав республік по федеральному закону. Найменування залишилося незмінним, і ніяких ініціатив і навіть варіантів про його зміну в 2016 та 2017 роках не робилося. Керівництво Татарстану апелює до того, що раз посаду президента і інші конституційні основи державного ладу республіки були затверджені на референдумі, то і з перейменування вищої посадової особи потрібно проводити референдум. Однак існує також думка, що необхідності в цьому немає, так як конституційні закони може приймати голосуванням і Держрада Республіки. Керівництво республіки також заявляло, що раз Договір про розмежування повноважень між органами влади РФ і республіки (який закінчився влітку 2017 року) підписувався саме президентом Татарстану, то у першої особи республіки є законне право називатися президентом. Нарешті, керівництво Татарстану також вважає, що в будь-якому випадку посада вже обраного в 2015 році президента не може бути перейменована в протягом його терміну, а іменуватися «главою» або інакше може тільки наступний керівник регіону, який обиреться вже під новим найменуванням на виборах в 2020 році.
У підсумку, так як в республіці відповідно до федерального закону не відмовилися від посади президента, то формально з 1 січня 2016 року Конституція і законодавство регіону з цього питання знаходяться в суперечності з федеральним законодавством. У той же час, існує думка, що сам федеральний закон, що забороняє називати глав суб'єктів президентами, вторгається в розмежовані повноваження місцевих органів державної влади і суперечить Конституції Російської Федерації, а саме 11 і 77 статтями:
|  | Государственную власть в субъектах Российской Федерации осуществляют образуемые ими органы государственной власти. Статья 11, Пункт 2 Конституции РФ. |

|  | Система органов государственной власти республик, краев, областей, городов федерального значения, автономной области, автономных округов устанавливается субъектами Российской Федерации самостоятельно в соответствии с основами конституционного строя Российской Федерации и общими принципами организации представительных и исполнительных органов государственной власти, установленными федеральным законом. Статья 77, Пункт 1 Конституции РФ. |

Доцент кафедри регіонознавства Інституту міжнародних відносин Казанського федерального університету (КФУ) Азат Ахунов впевнений, що закон про перейменування президентів виходить за рамки філологічної площини і посил, який він несе, зрозумілий усім. Керівник фракції КПРФ в Татарстані Хафіз Міргалімов також обурився прийнятим федеральним рішенням: «Я взагалі не розумію федеральний центр. Їм начебто нічого робити. Нехай, нарешті, займуться економікою! ВВП стагнує, ціни скачуть, ЖКГ грабує, ситуація надскладна, а вони придумали перейменувати президентів республік. Яка їм різниця? Хіба поняття „президент“ заважає головному президенту?». Разіль Валєєв висловив схожі думки: «Ситуація сміховинна. Президентом якоїсь компанії або організації бути дозволено, а президентом одного з провідних регіонів — ні».

## Список Президентів Республіки Татарстан
| № | портрет | ПІБ (роки життя)                          | Кількість термінів президентства | Термін повноважень  | Термін повноважень  | партія                                                                                      |
| - | ------- | ----------------------------------------- | -------------------------------- | ------------------- | ------------------- | ------------------------------------------------------------------------------------------- |
| 1 |         | Шаймієв Мінтімєр Шаріпович (нар. 1937)    | 4                                | 4 липня 1991 року   | 25 березня 2010 рік | КПРС, ВОПД " Наш дім — Росія ", " Вся Росія " («Вітчизна — Вся Росія»), ВПП " Єдина Росія " |
| 2 |         | Мінніханов Рустам Нургалієвич (нар. 1957) | 2                                | 25 березня 2010 рік | чинний президент    | ВПП " Єдина Росія "                                                                         |